# 夢見之藥
《夢見之藥》（日文：ユメミルクスリ；英文：Yume Miru Kusuri: A Drug That Makes You Dream）是日本Will公司的旗下品牌ruf製作並發售的成人遊戲，日文版于2005年12月22日发售，繁体中文版由台湾未來數位于2007年1月发售，英文版由Peach Princess翻译制作，并于2007年4月25日发售。

## 剧情概要
正在上高中的主角加加见公平是个假装安心学习其实感到生活很无聊的优等生。他遇到了三位带有不同的问题的少女，由此展开了风格各异的故事，剧情风格以黑暗压抑为主。
剧情涉及校园暴力、心理扭曲、吸毒等社会热点问题。
游戏剧情特别诡异，对话多为不着边际的奇怪玩笑，各个人物的语言和行动普遍无法用正常逻辑推理，可能受日本相声影响。他國玩家不易理解其中的笑点。也有可能是为了营造诡异的氛围。

## 登场角色

### 主要角色
加加见公平（Kouhei Kagami）
游戏的第一人称男主角，看起来是安心学习的优等生，基本是个好人，是家里的养子。
与养父母关系很好。
在学校里真正意义上的友人只有井荻和狭山。
安东尼特（南条京香）对其有奇怪的喜爱。
白木亞繪香（Aeka Shiraki）
同班同學。中途才轉學過來。向全班自我介紹時悽慘的失敗。從那之後，就成了單獨一人，受同學排擠和欺负。
在一家雜貨店打工。
遊戲開始時公平在屋頂天台睡覺醒來時撞到她的頭。此後與其H的主要場景多為天台和公平家。
曾在遊戲進程中裹著毛毯準備跳樓被公平制止，並以死來要挾公平成為她的男友。若不走白木線路，中途會有其跳樓成重傷的插曲。
桐宮彌津紀（Mizuki Kirimiya，声優：一色光）
学生会长，主角的學姊。基本上是個天才型的人。成績出眾，而且是個美人。外表楚楚可憐、英姿煥發，內在卻非常糟糕 。對於將來的事有種病態的怯懦。家中似乎非常有錢。
曾偷偷抽菸被公平目擊並與其一同抽菸，被公平發現其在假裝常抽菸而實際上從沒抽過。
總能抓住公平的一切把柄，如公平瀏覽過的不良網站等，甚至會虛構出一些慘不忍睹的黑歷史。
學姊線路中突然帶公平坐飛機前往法國，並與公平一同在酒店陽臺上吸毒，導致二人失足跌入樓下泳池中，公平也因吸食毒品出現身體不適。
總是有悲觀厭世心態。一開始不被公平養父所看好，引發公平與其養父的衝突。
學姊路線的最後生下公平的孩子，被公平家人所認可，入住公平家中。如果BE會出現“懷孕中毒死亡”的結局。
貓精喵子（Kettoshii Nekoko）
在繁華街遇到，比自己年輕的女孩。對主角以「我是夜晚的妖精」之類的來自我介紹令人頭疼的女孩。異樣地熱情，獨特的步調，讓人感覺很有活力的少女。
經常去公平所打工的店里偷吃食物被公平抓獲。
靠吸食毒品和與公平H來追尋所謂的「妖精鄉」，不過似乎沒有成功。
在不吸毒的時候有另外一個身份——圖書舘的宏子。
喵子線路最後與公平多年後重逢，開了一家很大的遊樂場。若進入BE，有可能出現“圖書委員在商場裏點燃煤氣包自爆”的結局，不過這裏公平並不知道圖書委員就是喵子，只是在擔心“喵子今天好像也在那裏不知道有沒有被爆炸波及”。

### 次要角色
加加見綾（Kouhei Kagami）
與主角沒有血緣關係的妹妹。針對主角對待家人(包含自己)的距離感總是能敏銳地察覺，最近總是心情不太好。
遊戲中被通宵玩HGame導致思維混亂的公平突然告白，明顯出現了動搖，後來被清醒的公平告知“騙你的啦”之後受到第二波刺激。
南條京香（Nanjō Kyōka，声優：吉川華生）
同班同學。在班上的女孩子團體中擁有領導權。雖然可愛，那高傲感讓主角苦於應付。安東妮特是主角內心對她的暱稱。讨厌白木亚绘香，经常指使人欺负她或亲自动手。
指使人外強暴白木。
白木線路最後被公平用刀劃傷臉頰，隨後被公平與白木一同掐住脖子並拍下羞恥照片。後來出現精神疾病。
藥师寺概人（Yakushiji Gaito）
南條京香的男友，不良少年，游戏初期被停学不来上课，主角内心称之为“人外”。
白木線路中一拳把公平打進醫院，是一個攻擊力很強的男人。
在京香指示下在天台欲強暴白木，被擺脫其他走狗控制的公平以京香的生命為要挾，最終悻悻離開。
狹山美咲（Sayama Misaki，声優：理多）
同班同學。坐在主角隔壁的女學生。彼此的友誼並沒有很深。
公平在校的兩個友人之一。
井荻刚史（Iogi Takeshi）
同班同學。主角的朋友，偶尔会警告他一下，遇到主角被围攻的时候基本躲得远远的，差不多就是个好人。
椿弘文（Tsubaki Hirofumi，声優：杉崎和哉）
打工處的前輩。雖然擁有模特兒級的身材與臉蛋，爱玩色情遊戲。自称攻受皆可、男女通吃。“色GAY”是主角內心對他的称呼。
引導公平進入HGame的坑。
佐倉井宏子
圖書管理員。外觀上的印象與性格都很平凡的少女，是喵子的本体，因为吸毒而产生幻觉。
父
主角的养父，说话不多，暗地里很关心主角。
說過一句非常感人的話。談到自己是公平的養父而非生父時，說“那種小事，我早就忘記了”。
母
主角的养母，说话幽默，开朗沉稳。

## 制作人員
- 企劃：田中罗密欧
- 原畫：灰村清孝
- 劇本：夢見之藥製作委員會；
- 音樂：Funczion SOUNDS。

## 主題曲
歌：Marica
作詞：MYU
作曲：Funczion

## 外部連結
- 日本ruf官方網站（日語）
- 台灣未來數位官方網站 （页面存档备份，存于）（繁體中文）